# 諾姆人口普查區
諾姆人口普查區（英語：Nome Census Area）是美國阿拉斯加州一個人口普查區，包括蘇厄德半島和聖羅倫斯島。面積73,253平方公里。根據美國2000年人口普查，共有人口9,196人。由於無建制，故無治所。
區名來自諾姆和諾姆角，原來是筆錄錯誤把 Name變成Cape Nome。